# Anna II av Stolberg
Anna II av Stolberg-Wernigerode (tyska: Anna II. zu Stolberg-Wernigerode), född 28 januari 1504 i Stolberg i Tyskland, död 4 mars 1574 i Quedlinburg i Tyskland, var en tysk abbedissa; hon var abbedissa av Quedlinburg från år 1515 fram till sin död. Hon regerande den självstyrande klosterstaten Quedlinburg och genomförde dess reformation som den sista katolska och första protestantiska abbedissan.

## Biografi
Anna placerades i klostret i Quedlinburg som nunna och installerades som abbedissa med godkännande av påven och kejsaren vid tretton års ålder 1515. Som abbedissa hade hon makten över ett stort territorium; nio kyrkor, två munkkloster och ett sjukhus. Under hennes regeringstid tilläts protestanterna vara aktiva i Quedlinburg trots motstånd från hertig Georg av Sachsen, men själv dolde hon sina protestantiska åsikter fram till hans död. Då Georg efterträddes av protestanten Henrik IV år 1539, konverterade hon öppet till protestantismen.
Anna utförde 1540 den första visitationen av Quedlinburgs kyrkor och tvingade stiftets präster att svära på den augsburgska bekännelsen. Hon avskaffade kören och alla kyrkliga ämbeten i klostret utom fyra, stängde franciskanerordens munkkloster och gjorde om det till en skola för båda könen, och löste nunnorna i Quedlinburg från deras löften och lät dem lämna klostret och gifta sig om de ville. Därmed var Quedlinburgs kloster upplöst och reformationen införd. Från 1544 var Anna officiellt inte längre katolsk abbedissa utan protestantisk.